# Graduate Center de Harvard

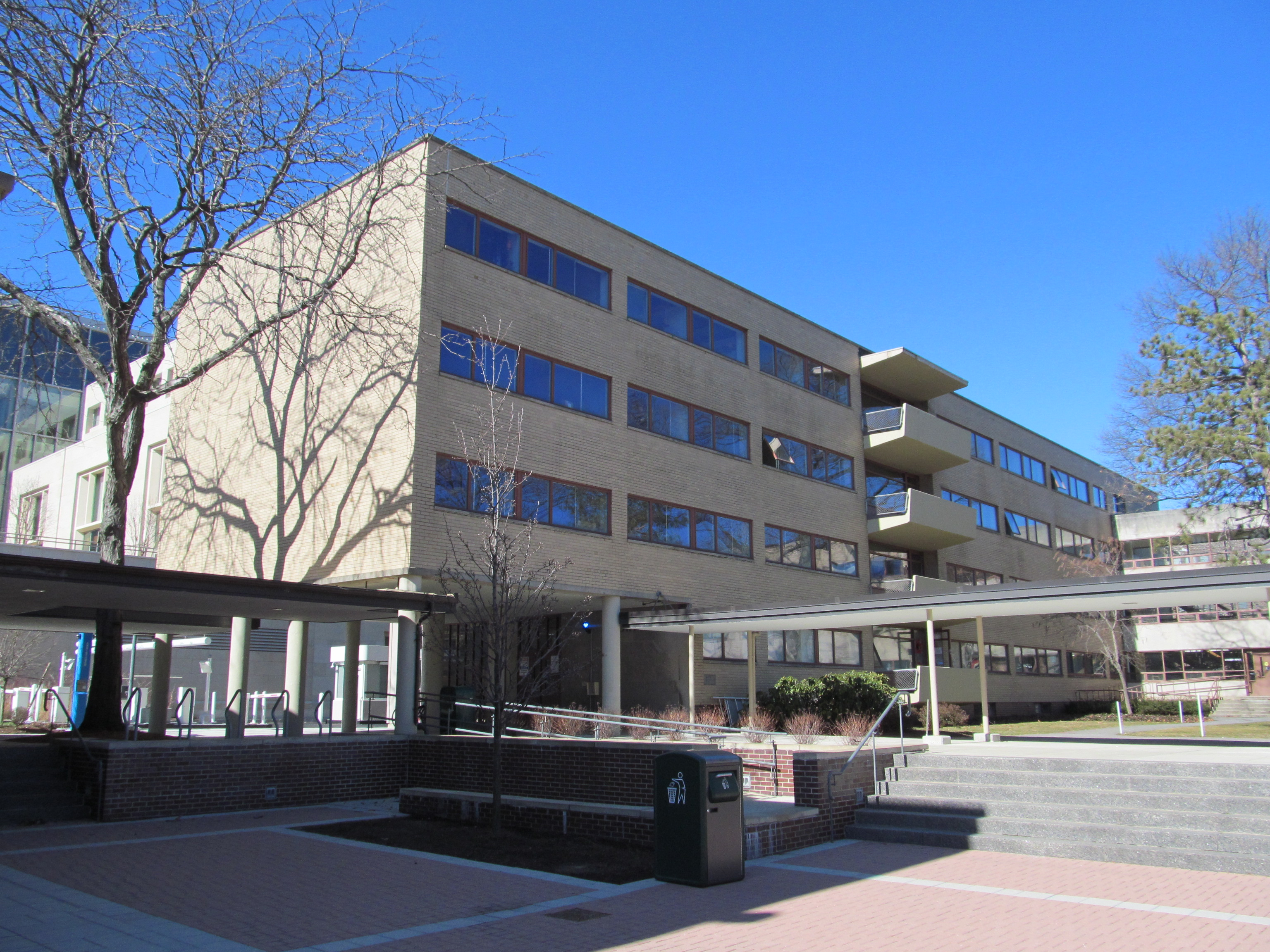
Story Hall, l'un des cinq bâtiments pour loger les étudiants

Le Harvard Graduate Center (aussi connu sous le nom de Gropius Complex) est un ensemble comprenant sept foyers d’habitation et un centre communautaire avec restaurant, le Harkness Commons. Il a été commandé en 1948 par l’Université de Harvard au bureau The Architectes Collaborative (TAC), fondé par Walter Gropius et sept jeunes architectes, et défendant une architecture résolument nouvelle.  

## Un jalon dans l'architecture américaine
Ce fut le premier immeuble moderne bâti sur le campus, et la première construction relevant de cette esthétique commandée par une grande université. Tant la presse américaine que la presse spécialisée y ont vu un tournant dans la réception de l’esthétique architecturale moderne aux États-Unis. C'est ainsi que dans son édition du 25 octobre 1948, annonçant l'attribution du projet à Gropius, le New-York Times titrait « Harvard Decides to "Build Modern », (Harvard se décide pour une "construction moderne"), prenant soin d'utiliser des guillemets... Et le journal d'ajouter que l'ensemble serait bâti selon un « design totalement nouveau » (in strictly new design). Pour une institution ancrée dans le respect de la tradition, l'Université de Harvard faisait donc preuve d’une réelle audace en choisissant un cabinet comme Architects Collaborative connu pour son engagement envers le modernisme. 
Même si l’on ne peut affirmer que Gropius ait été l’unique concepteur du projet, les architectes qui ont dessiné les Harkness Commons adhéraient fermement à ses idéaux. Venant du Bauhaus, Gropius avait été un pionnier et un innovateur dans l'enseignement de l'architecture et l’on retrouve dans les Harkness Commons plusieurs caractéristiques de son style : grandes fenêtres, espaces fluides, façades libres reposant sur pilotis.

## L'avocat du fonctionnalisme
En justifiant l’intégration de ces innovations à Harvard, Gropius s'engage avec fougue pour promouvoir le modernisme et le fonctionnalisme sur un campus universitaire. Ses déclarations en faveur de cette esthétique sont très claires : «  (...) Notre conception de l’architecture contemporaine qui intensifie la relation entre extérieur et intérieur au moyen de vastes baies vitrées de fenêtres et de grandes fenêtres indivises a éliminé la [[Fenêtre à guillotine|fenêtre « géorgienne »]], de taille réduite, divisée en carreaux qui lui donnent un air de « cage » ». Mais Gropius va plus loin et réalise ce qui est devenu depuis un lieu commun, à savoir la diversité architecturale : « Si le collège doit être le terreau culturel pour la génération à venir, il faut que [l’architecture] soit créative, et non pas 'imitation ».
Gropius se fait ainsi l’avocat d’une architecture progressiste, qui réponde aux besoins de la société. Il conclut ainsi : « il n’y a pas d’état final de l’architecture, seulement un processus continu de changement ».
Le bâtiment a été achevé en 1950, et il a été l'un des premiers grands projets du cabinet The Architects Collaborative. Le bâtiment est rehaussé par des œuvres d’artistes de l’avant-garde artistique, des surréalistes ou de l’école du Bauhaus comme Joan Miró, Josef Albers, Jean Arp et Herbert Bayer. On voit aussi une sculpture de Richard Lippold dans la cour voisine.
Les bâtiments sont aujourd’hui principalement utilisés comme un centre de chambres et de logement pour les étudiants de la Harvard Law School. Actuellement cinq des bâtiments du complexe accueillent les étudiants dans 364 chambres individuelles meublées. 